# Villa Bianca (Neapel)
Die Villa Bianca, auch Casa Bianca, ist ein Mehrfamilienlandhaus aus den 1960er-Jahren im Viertel Posillipo von Neapel in der italienischen Region Kampanien. Es liegt an der Via Francesco Petrarca, 38. Es wurde von Massimo Pica Ciamarra entworfen.

## Geschichte und Beschreibung
Das zwischen 1967 und 1970 errichtete Gebäude im Bauhausstil ist um einen kleinen Platz oder Innenhof herum angelegt und beinhaltet dank des organischen Projekts von Pica Ciamarra einen gewölbten Raum früherer Bauart und ein altes Bauernhaus. Auf dem Dach gibt es einen Dachgarten. Auf einer der Terrassen ist eine Stahlskulptur von Renato Barisani aufgestellt, die dieser 1953 geschaffen hat. Das Gebäude ist von Grünflächen umgeben, von den einige gemeinsam genutzt und andere einzelnen Wohnungen zugeordnet sind.
Die gesamte Immobilie gehört der Familie Pica Ciamarra; der Architekt nutzt einen Teil davon als Studio und Projektierungsbüro.